# لیور (فیلم)
لیور (لهستانی: Córki dancingu؛ دختران رقص) یک فیلم درام موزیکال و ترسناک لهستانی است که در سال ۲۰۱۵ منتشر شد.

## بازیگران
- کینگا پرایس
- یاکوب گیرشائو
- زیگمونت مالانوویچ
- ماگدالنا چلتسکا
- مارتا مازورک
- میخالینا اولشانسکا
- روما گونشوروفسکا
- زبیگنیف بوچکوفسکی
- کاتاژینا سافچوک
- ایوونا بیلسکا
- کاتاژینا هرمان
- پائولینا گاوونسکا
- مارتا مالیکوفسکا
- آندژی کونوپکا
- پیوتر اسکیبا
- مارچین کووالچیک